# Камден (Мічиган)
Камден (англ. Camden) — селище (англ. village) в США, в окрузі Гіллсдейл штату Мічиган. Населення — 496 осіб (2020).

## Географія
Камден розташований за координатами 41°45′18″ пн. ш. 84°45′22″ зх. д. / 41.75500° пн. ш. 84.75611° зх. д. (41.755086, -84.756184).  За даними Бюро перепису населення США в 2010 році селище мало площу 2,18 км², уся площа — суходіл.

## Демографія
Згідно з переписом 2010 року, у селищі мешкало 512 осіб у 176 домогосподарствах у складі 123 родин. Густота населення становила 235 осіб/км².  Було 211 помешкання (97/км²).
Расовий склад населення:
| - 99,4 % — білих - 0,2 % — корінних американців |

До двох чи більше рас належало 0,4 %. Частка іспаномовних становила 0,2 % від усіх жителів.
За віковим діапазоном населення розподілялося таким чином: 31,2 % — особи молодші 18 років, 59,4 % — особи у віці 18—64 років, 9,4 % — особи у віці 65 років та старші. Медіана віку мешканця становила 32,6 року. На 100 осіб жіночої статі у селищі припадало 97,7 чоловіків;  на 100 жінок у віці від 18 років та старших — 92,3 чоловіків також старших 18 років.
Середній дохід на одне домашнє господарство  становив 38 672 долари США (медіана — 31 136), а середній дохід на одну сім'ю — 45 628 доларів (медіана — 45 000). Медіана доходів становила 38 125 доларів для чоловіків та 25 250 доларів для жінок. За межею бідності перебувало 27,8 % осіб, у тому числі 37,9 % дітей у віці до 18 років та 16,2 % осіб у віці 65 років та старших.
Цивільне працевлаштоване населення становило 195 осіб. Основні галузі зайнятості: виробництво — 33,8 %, освіта, охорона здоров'я та соціальна допомога — 24,1 %, роздрібна торгівля — 9,2 %, науковці, спеціалісти, менеджери — 8,2 %.